# Drop Dead Diva/Episodenliste

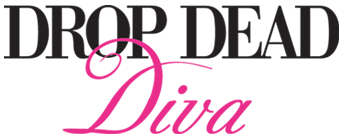
Logo zur Serie

Diese Episodenliste enthält alle Episoden der US-amerikanischen Fernsehserie Drop Dead Diva sortiert nach der US-amerikanischen Erstausstrahlung. Die Fernsehserie umfasst insgesamt sechs Staffeln mit 78 Episoden.

## Übersicht
| Staffel | Episodenanzahl | Erstausstrahlung USA | Erstausstrahlung USA | Deutschsprachige Erstausstrahlung | Deutschsprachige Erstausstrahlung |
| Staffel | Episodenanzahl | Staffelpremiere      | Staffelfinale        | Staffelpremiere                   | Staffelfinale                     |
| ------- | -------------- | -------------------- | -------------------- | --------------------------------- | --------------------------------- |
| 1       | 13             | 12. Juni 2009        | 11. Oktober 2009     | 4. Januar 2010                    | 29. April 2010                    |
| 2       | 13             | 6. Juni 2010         | 29. August 2010      | 8. Dezember 2010                  | 1. März 2011                      |
| 3       | 13             | 19. Juni 2011        | 25. September 2011   | 22. November 2011                 | 14. Februar 2012                  |
| 4       | 13             | 3. Juni 2012         | 9. September 2012    | 11. September 2012                | 4. Dezember 2012                  |
| 5       | 13             | 23. Juni 2013        | 3. November 2013     | 24. September 2013                | 17. Dezember 2013                 |
| 6       | 13             | 23. März 2014        | 22. Juni 2014        | 11. November 2014                 | 16. Dezember 2014                 |

## Staffel 1
Die Erstausstrahlung der ersten Staffel war vom 12. Juli 2009 bis zum 11. Oktober 2009 auf dem US-amerikanischen Fernsehsender Lifetime zu sehen. Die deutschsprachige Erstausstrahlung sendete der Sender FOX vom 4. Januar 2010 bis zum 25. März 2010.
| Nr. (ges.) | Nr. (St.) | Deutscher Titel            | Originaltitel      | Erstausstrahlung USA | Deutschsprachige Erstausstrahlung (D) | Regie             | Drehbuch                         |
| ---------- | --------- | -------------------------- | ------------------ | -------------------- | ------------------------------------- | ----------------- | -------------------------------- |
| 1          | 1         | Ein Model vor Gericht      | Pilot              | 12. Juli 2009        | 4. Jan. 2010                          | James Hayman      | Josh Berman                      |
| 2          | 2         | Das Wort mit F             | The F Word         | 19. Juli 2009        | 11. Jan. 2010                         | Ron Underwood     | Carla Kettner & Josh Berman      |
| 3          | 3         | Wer bist du?               | Do Over            | 26. Juli 2009        | 18. Jan. 2010                         | Michael Lange     | Alex Taub                        |
| 4          | 4         | Die chinesische Mauer      | The Chinese Wall   | 2. Aug. 2009         | 25. Jan. 2010                         | Lawrence Trilling | Thania St. John                  |
| 5          | 5         | Falsche Zeit, falscher Ort | Lost and Found     | 9. Aug. 2009         | 1. Feb. 2010                          | David Petrarca    | Jeanette Collins & Mimi Friedman |
| 6          | 6         | Zweite Chancen             | Second Chances     | 13. Aug. 2009        | 8. Feb. 2010                          | Michael Schultz   | Jeffrey Lippman                  |
| 7          | 7         | Ein Zaubertrank            | The Magic Bullet   | 23. Aug. 2009        | 15. Feb. 2010                         | Jamie Babbit      | Shawn Schepps                    |
| 8          | 8         | Verrückt                   | Crazy              | 30. Aug. 2009        | 22. Feb. 2010                         | Melanie Mayron    | Maurissa Tancharoen              |
| 9          | 9         | Das Kleid                  | The Dress          | 13. Sep. 2009        | 1. März 2010                          | David Petrarca    | Josh Berman                      |
| 10         | 10        | Partnerwahl                | Make Me a Match    | 20. Sep. 2009        | 8. März 2010                          | Matt Hastings     | Thania St. John                  |
| 11         | 11        | Was wäre gewesen?          | What If            | 27. Sep. 2009        | 15. März 2010                         | Bethany Rooney    | Jeanette Collins & Mimi Friedman |
| 12         | 12        | Seelengefährten            | Dead Model Walking | 4. Okt. 2009         | 22. März 2010                         | Ron Underwood     | Amy Engelberg & Wendy Engelberg  |
| 13         | 13        | Kunstfehler                | Grayson’s Anatomy  | 11. Okt. 2009        | 29. Apr. 2010                         | David Petrarca    | Alex Taub & Jeffrey Lippman      |

## Staffel 2
Die Erstausstrahlung der zweiten Staffel fand vom 6. Juni 2010 bis zum 29. August 2010 auf dem US-amerikanischen Fernsehsender Lifetime statt. Die deutschsprachige Erstausstrahlung sendete der Sender FOX vom 8. Dezember 2010 bis zum 1. März 2011.
| Nr. (ges.) | Nr. (St.) | Deutscher Titel        | Originaltitel         | Erstausstrahlung USA | Deutschsprachige Erstausstrahlung (D) | Regie            | Drehbuch                         |
| ---------- | --------- | ---------------------- | --------------------- | -------------------- | ------------------------------------- | ---------------- | -------------------------------- |
| 14         | 1         | Wer einmal lügt…       | Would I Lie to You?   | 6. Juni 2010         | 8. Dez. 2010                          | Michael Lange    | Josh Berman                      |
| 15         | 2         | Wie neu geboren        | Back From the Dead    | 13. Juni 2010        | 15. Dez. 2010                         | Melanie Mayron   | Alex Taub                        |
| 16         | 3         | Doppeltes Glück        | The Long Road to Napa | 20. Juni 2010        | 21. Dez. 2010                         | Jamie Babbit     | Jeremy Littman & Morgan Gendel   |
| 17         | 4         | Schlagabtausch         | Home Away From Home   | 27. Juni 2010        | 28. Dez. 2010                         | Kevin Dowling    | Jeffrey Lippman                  |
| 18         | 5         | Störung in der Familie | Senti-Mental Journey  | 11. Juli 2010        | 4. Jan. 2011                          | Rick Rosenthal   | Jeanette Collins & Mimi Friedman |
| 19         | 6         | Getrübte Wahrnehmung   | Begin Again           | 18. Juli 2010        | 11. Jan. 2011                         | Michael Lange    | David Feige                      |
| 20         | 7         | Affen und Regenbogen   | A Mother’s Secret     | 25. Juli 2010        | 18. Jan. 2011                         | Arlene Sanford   | Josh Berman                      |
| 21         | 8         | Die böse Königin       | Queen of Mean         | 1. Aug. 2010         | 25. Jan. 2011                         | Michael Grossman | Amy Engelberg & Wendy Engelberg  |
| 22         | 9         | Das Vorjahresmodell    | Last Year’s Model     | 8. Aug. 2010         | 1. Feb. 2011                          | Jamie Babbit     | Jeffrey Lippman & Alex Taub      |
| 23         | 10        | Will & Grayson         | Will & Grayson        | 15. Aug. 2010        | 8. Feb. 2011                          | David Warren     | Jeremy Littman & Morgan Gendel   |
| 24         | 11        | Die alte Jane          | Good Grief            | 22. Aug. 2010        | 15. Feb. 2011                         | Bethany Rooney   | Jeanette Collins & Mimi Friedman |
| 25         | 12        | Der Serviettenvertrag  | Bad Girls             | 29. Aug. 2010        | 22. Feb. 2011                         | John Terlesky    | Amy Engelberg & Wendy Engelberg  |
| 26         | 13        | Bitte einfrieren       | Freeze The Day        | 29. Aug. 2010        | 1. März 2011                          | Michael Lange    | Alex Taub & Jeffrey Lippman      |

## Staffel 3
Die Erstausstrahlung der dritten Staffel war vom 19. Juni 2011 bis zum 25. September 2011 auf dem US-amerikanischen Fernsehsender Lifetime zu sehen. Die deutschsprachige Erstausstrahlung sendete der Sender FOX vom 22. November 2011 bis zum 14. Februar 2012.
| Nr. (ges.) | Nr. (St.) | Deutscher Titel        | Originaltitel     | Erstausstrahlung USA | Deutschsprachige Erstausstrahlung (D) | Regie            | Drehbuch                                 |
| ---------- | --------- | ---------------------- | ----------------- | -------------------- | ------------------------------------- | ---------------- | ---------------------------------------- |
| 27         | 1         | Während du schliefst   | Hit And Run       | 19. Juni 2011        | 22. Nov. 2011                         | Jamie Babbit     | Josh Berman                              |
| 28         | 2         | Spiel mit dem Feuer    | False Alarm       | 26. Juni 2011        | 29. Nov. 2011                         | Michael Grossman | Alex Taub                                |
| 29         | 3         | Große Erwartungen      | Dream Big         | 10. Juli 2011        | 6. Dez. 2011                          | Martha Coolidge  | Rob Wright                               |
| 30         | 4         | Die Hochzeit           | The Wedding       | 17. Juli 2011        | 13. Dez. 2011                         | Kevin Hooks      | Sandy Isaac                              |
| 31         | 5         | Der Abschlussball      | Prom              | 24. Juli 2011        | 20. Dez. 2011                         | Jamie Babbit     | Sarah McLaughlin                         |
| 32         | 6         | Abgehakt               | Closure           | 31. Juli 2011        | 27. Dez. 2012                         | Michael Grossman | William N. Fordes                        |
| 33         | 7         | Muttertag              | Mother’s Day      | 7. Aug. 2011         | 3. Jan. 2012                          | Kevin Hooks      | Jeffrey Lippman                          |
| 34         | 8         | Aussage gegen Aussage  | He Said, She Said | 14. Aug. 2011        | 10. Jan. 2012                         | Tim Matheson     | Amy Engelberg & Wendy Engelberg          |
| 35         | 9         | Zarte Pflänzchen       | You Bet Your Life | 21. Aug. 2011        | 17. Jan. 2012                         | Dwight Little    | Rob Wright                               |
| 36         | 10        | Giftig                 | Toxic             | 28. Aug. 2011        | 24. Jan. 2012                         | Michael Schultz  | Sandy Isaac & Sarah McLaughlin           |
| 37         | 11        | Liebe deinen Nächsten  | Ah Men            | 4. Sep. 2011         | 31. Jan. 2012                         | Robert J. Wilson | Adam R. Perlman                          |
| 38         | 12        | Braut, Ritter und Diva | Bride-a-Palooza   | 18. Sep. 2011        | 7. Feb. 2012                          | Michael Grossman | William N. Fordes, Amy & Wendy Engelberg |
| 39         | 13        | Mein Herz gehört dir   | Change of Heart   | 25. Sep. 2011        | 14. Feb. 2012                         | Jamie Babbit     | Jeffrey Lippman & Alex Taub              |

## Staffel 4
Die Erstausstrahlung der vierten Staffel war vom 3. Juni 2012 bis zum 9. September 2012 auf dem US-amerikanischen Fernsehsender Lifetime zu sehen. Die deutschsprachige Erstausstrahlung sendet der Sender FOX vom 11. September bis zum 4. Dezember 2012.
| Nr. (ges.) | Nr. (St.) | Deutscher Titel         | Originaltitel          | Erstausstrahlung USA | Deutschsprachige Erstausstrahlung (D) | Regie            | Drehbuch                                 | Zuschauer (USA) |
| ---------- | --------- | ----------------------- | ---------------------- | -------------------- | ------------------------------------- | ---------------- | ---------------------------------------- | --------------- |
| 40         | 1         | Willkommen zurück       | Welcome Back           | 3. Juni 2012         | 11. Sep. 2012                         | Michael Grossman | Josh Berman                              | 2,30 Mio.       |
| 41         | 2         | Zuhause                 | Home                   | 10. Juni 2012        | 18. Sep. 2012                         | Dwight Little    | Alex Taub                                | 2,12 Mio.       |
| 42         | 3         | Schwesterherz           | Freak Show             | 17. Juni 2012        | 25. Sep. 2012                         | John Murray      | Rob Wright                               | 2,17 Mio.       |
| 43         | 4         | Von Menschen und Ratten | Winning Ugly           | 24. Juni 2012        | 2. Okt. 2012                          | Jamie Babbit     | Alfonso H. Moreno                        | 2,04 Mio.       |
| 44         | 5         | Der Traumprinz          | Happily Ever After     | 1. Juli 2012         | 9. Okt. 2012                          | Tim Matheson     | Amy Engelberg & Wendy Engelberg          | 1,87 Mio.       |
| 45         | 6         | Mehr Schein als Sein    | Rigged                 | 8. Juli 2012         | 16. Okt. 2012                         | J. Miller Tobin  | Lynne E. Litt & William N. Fordes        | 2,28 Mio.       |
| 46         | 7         | Verdachtsmomente        | Crushed                | 15. Juli 2012        | 23. Okt. 2012                         | Michael Grossman | Josh Berman                              | 2,55 Mio.       |
| 47         | 8         | Vollmond                | Road Trip              | 22. Juli 2012        | 30. Okt. 2012                         | Kevin Hooks      | Jeffrey Lippman                          | 2,13 Mio.       |
| 48         | 9         | Asche zu Asche          | Ashes to Ashes         | 5. Aug. 2012         | 6. Nov. 2012                          | Michael Grossman | Rob Wright                               | 2,26 Mio.       |
| 49         | 10        | Intimitäten             | Lady Parts             | 12. Aug. 2012        | 13. Nov. 2012                         | Robert J. Wilson | Alfonso H. Moreno & Lynne E. Litt        | 2,36 Mio.       |
| 50         | 11        | Familiensache           | Family Matters         | 19. Aug. 2012        | 20. Nov. 2012                         | Augie Hess       | William N. Fordes, Amy & Wendy Engelberg | 2,54 Mio.       |
| 51         | 12        | Patentrezepte           | Pick’s & Pakes         | 26. Aug. 2012        | 27. Nov. 2012                         | Jamie Babbit     | Joshua V. Gilbert & Oscar Balderrama     | 2,49 Mio.       |
| 52         | 13        | Janes Hochzeit          | Jane’s Getting Married | 9. Sep. 2012         | 4. Dez. 2012                          | Michael Grossman | Josh Berman & Jeffrey Lippman            | 2,30 Mio.       |

## Staffel 5
Die Erstausstrahlung der fünften Staffel war vom 23. Juni bis zum 3. November 2013 auf dem US-amerikanischen Fernsehsender Lifetime zu sehen. Die deutschsprachige Erstausstrahlung sendete der deutsche Pay-TV-Sender FOX vom 24. September bis zum 17. Dezember 2013.
| Nr. (ges.) | Nr. (St.) | Deutscher Titel              | Originaltitel          | Erstausstrahlung USA | Deutschsprachige Erstausstrahlung (D) | Regie            | Drehbuch                          | Zuschauer (USA) |
| ---------- | --------- | ---------------------------- | ---------------------- | -------------------- | ------------------------------------- | ---------------- | --------------------------------- | --------------- |
| 53         | 1         | Verirrte Seelen              | Back From the Dead     | 23. Juni 2013        | 24. Sep. 2013                         | Robert J. Wilson | Josh Berman                       | 2,15 Mio.       |
| 54         | 2         | Die echte Jane               | The Real Jane          | 30. Juni 2013        | 1. Okt. 2013                          | Michael Grossman | Josh Berman                       | 2,14 Mio.       |
| 55         | 3         | Die Leihmutter               | Surrogates             | 7. Juli 2013         | 8. Okt. 2013                          | J. Miller Tobin  | Jeffrey Lippman & David Feige     | 2,16 Mio.       |
| 56         | 4         | Lug und Trug                 | Cheaters               | 14. Juli 2013        | 15. Okt. 2013                         | David Grossman   | Amy Engelberg & Wendy Engelberg   | 2,10 Mio.       |
| 57         | 5         | Falsches Spiel               | Secret Lives           | 21. Juli 2013        | 22. Okt. 2013                         | Michael Grossman | Marty Scott                       | 2,20 Mio.       |
| 58         | 6         | Die Liebesfalle              | Fool for Love          | 28. Juli 2013        | 29. Okt. 2013                         | Michael Grossman | Steve Lichtman                    | 2,15 Mio.       |
| 59         | 7         | Familienpläne                | Miss Congeniality      | 4. Aug. 2013         | 5. Nov. 2013                          | Bethany Rooney   | David Feige & Jeffrey Lippman     | 2,15 Mio.       |
| 60         | 8         | Gefühlschaos                 | 50 Shades of Grayson   | 11. Aug. 2013        | 12. Nov. 2013                         | Michael Grossman | Josh Berman & Marty Scott         | 2,46 Mio.       |
| 61         | 9         | Der Vampirfall               | Trust Me               | 6. Okt. 2013         | 19. Nov. 2013                         | Michael Grossman | Zac Hug                           | 1,44 Mio.       |
| 62         | 10        | Der Kuss                     | The Kiss               | 13. Okt. 2013        | 26. Nov. 2013                         | Jamie Babbit     | Amy Engelberg & David Feige       | 1,56 Mio.       |
| 63         | 11        | Der Schuss                   | One Shot               | 20. Okt. 2013        | 3. Dez. 2013                          | Dwight Little    | Wendy Engelberg & Jeffrey Lippman | 1,77 Mio.       |
| 64         | 12        | Kommen und Gehen             | Guess Who’s Coming     | 27. Okt. 2013        | 10. Dez. 2013                         | Michael Grossman | Eric Buchman                      | 1,80 Mio.       |
| 65         | 13        | Die Wahrheit kommt ans Licht | Jane’s Secret Revealed | 3. Nov. 2013         | 17. Dez. 2013                         | Robert J. Wilson | Josh Berman                       | 1,78 Mio.       |

## Staffel 6
Die Erstausstrahlung der sechsten Staffel, welche gleichzeitig die letzte ist, war vom 23. März bis zum 22. Juni 2014 zu sehen. Die deutschsprachige Erstausstrahlung sendete der deutsche Pay-TV-Sender FOX vom 11. November bis zum 16. Dezember 2014.
| Nr. (ges.) | Nr. (St.) | Deutscher Titel               | Originaltitel        | Erstausstrahlung USA | Deutschsprachige Erstausstrahlung (—) | Regie            | Drehbuch                          |
| ---------- | --------- | ----------------------------- | -------------------- | -------------------- | ------------------------------------- | ---------------- | --------------------------------- |
| 66         | 1         | Doppelrolle                   | Truth & Consequences | 23. März 2014        | 11. Nov. 2014                         | Robert J. Wilson | Josh Berman                       |
| 67         | 2         | Seelenverwandte?              | Soulmates            | 23. März 2014        | 11. Nov. 2014                         | Michael Grossman | Amy Engelberg & David Feige       |
| 68         | 3         | Das erste Date                | First Date           | 30. März 2014        | 18. Nov. 2014                         | Robert J. Wilson | Jeffrey Lippman & Wendy Engelberg |
| 69         | 4         | Zusammen, was zusammen gehört | Life & Death         | 6. Apr. 2014         | 18. Nov. 2014                         | Michael Grossman | Josh Berman & Marty Scott         |
| 70         | 5         | Schimpf und Schande           | Cheers & Jeers       | 13. Apr. 2014        | 25. Nov. 2014                         | Robert J. Wilson | Jeffrey Lippman & David Feige     |
| 71         | 6         | Staatsfeind wider Willen      | Desperate Housewife  | 27. Apr. 2014        | 25. Nov. 2014                         | Michael Grossman | Amy Engelberg & Wendy Engelberg   |
| 72         | 7         | Schwester gegen Schwester     | Sister Act           | 4. Mai 2014          | 2. Dez. 2014                          | Robert J. Wilson | Josh Berman & Marty Scott         |
| 73         | 8         | Identitätskrise               | Identity Crisis      | 11. Mai 2014         | 2. Dez. 2014                          | Robert J. Wilson | David Feige & Amy Engelberg       |
| 74         | 9         | Glaube, Liebe, Hoffnung       | Hope and Glory       | 18. Mai 2014         | 9. Dez. 2014                          | Bethany Rooney   | Jeffrey Lippman & Wendy Engelberg |
| 75         | 10        | Zweimal geht nicht            | No Return            | 1. Juni 2014         | 9. Dez. 2014                          | Michael Grossman | Josh Berman & Marty Scott         |
| 76         | 11        | Das Leben nach dem Tod        | Afterlife            | 8. Juni 2014         | 16. Dez. 2014                         | Dwight Little    | Marty Scott & Tyler Dinucci       |
| 77         | 12        | Mit Leib und Seele            | Hero                 | 15. Juni 2014        | 16. Dez. 2014                         | J. Miller Tobin  | Eric Buchman                      |
| 78         | 13        | Für immer und ewig            | It Had to Be You     | 22. Juni 2014        | 16. Dez. 2014                         | Robert J. Wilson | Josh Berman                       |